# Литературная жизнь Урала XIX века
«Литерату́рная жизнь Ура́ла XIX ве́ка» — литературный музей в городе Екатеринбурге. Входит в состав Объединённого музея писателей Урала.

## История музея и здания
Музей открыт 21 июня 1996 года в доме № 41 на улице Толмачёва (прежней Колобовской улице).
В этом доме проживала Мария Якимовна Алексеева — первая жена Дмитрия Наркисовича Мамина-Сибиряка. Мария Якимовна и Дмитрий Наркисович познакомились в 1877 году в Нижней Салде.
В марте 1878 года Дмитрий Наркисович переехал в Екатеринбург, и вначале жил на частных квартирах: в доме Е. И. Зубринской на Большой Вознесенской улице (нынешней улице Карла Либкнехта), в доме сестёр Фурман на Большой Вознесенской улице, в доме Безбородова на Разгуляевской улице (нынешней улице Гоголя) и на других.
В 1880 году Дмитрий Наркисович переехал в этот дом. Здесь прожил до 19 августа 1883 года.
С 1881 года очерки и рассказы писателя публикуются в прогрессивных российских журналах и газетах. Позже, лучшие из этих произведений писатель объединил в цикл вышедших отдельной книжкой в 1888 году «Уральских рассказов».
М. Я. Алексеева, будучи высоко культурной и образованной, подсказывала Д. Н. Мамину новые темы для его произведений, в том числе для романа «Горное гнездо», рассказывая о жизни уральских заводов.
В этом доме велась работа над романом «Приваловские миллионы». На последней странице последнего варианта писатель пометил своей рукой: «Кончена эта рукопись в Екатеринбурге, в Колобовской улице, в доме Алексеевой, 1883 год. 2 сентября в 1 час 34 минуты пополудни».
Этот дом посещали представители прогрессивной общественности Екатеринбурга.
По вечерам в доме собирался «маминский кружок», в который входили присяжный поверенный, страстный почитатель и собиратель книг Н. Ф. Магницкий, судебный следователь И. Н. Климшин, М. Е. Кетов, податной инспектор А. А. Фолькман, писатель Н. В. Казанцев и другие. Здесь велись обсуждения событий России и Урала, новинок литературы и искусства.
Д. Н. Мамин-Сибиряк был хорошим рассказчиком и остроумным, оживлённым собеседником. М. Я. Алексеева прекрасно играла на рояле. По воспоминаниям друзей писателя, встречи в доме проходили чрезвычайно интересно.
13 января 1982 года решением Свердловского исполкома городского Совета здание на Толмачёва, 41 передано музею.
В мае 1990 года дом был отреставрирован и открыт для посетителей.
С открытием музея, к 130-летию со дня рождения Антона Павловича Чехова и к 100-летию его путешествия на остров Сахалин состоялась выставка «Мир Чехова», на которой были использованы подлинные вещи Чехова из Ялтинского музея.
В музее имеются документы, рассказывающие об известных екатеринбуржцах — современниках Мамина-Сибиряка, о театральной и музыкальной жизни города того времени.

## Галерея
- Д.Н. Мамин-Сибиряк, Н.Ф. Магницкий, И.Н. Климшин (1880)
- Д.Н. Мамин-Сибиряк, Н.Ф. Магницкий, И.Н. Климшин (1880)
- Н.Ф. Магницкий, М.Я. Алексеева, Д.Н. Мамин-Сибиряк, И.Н. Климшин (1880)

## Конструктивные особенности здания
По конструкции дом — полукаменный.
Дом имеет большие окна в узорчатых наличниках.
На уличном фасаде окна расположены на уровне тротуара, во дворе — несколько выше. Очень вероятно, что здесь были кухня и другие служебные помещения.
Железная крыша украшена трёхступенчатой башенкой с двумя ярусами сложной деревянной резьбы.
Низ дома — кирпичный, оштукатуренный с уличного фасада.
Входы в дом расположены со двора и с улицы.
Внутри дома находится деревянная лестница со старинными балясинами, соединяющая первый и второй этажи.
Во дворе к дому примыкает двухэтажная терраса, открытая внизу и застеклённая вверху.